# 北海道区水産研究所
北海道区水産研究所（ほっかいどうくすいさんけんきゅうじょ）は、かつて存在した水産研究・教育機構の研究所の一つ。漁業調査船北光丸（釧路港）を擁する。略称は北水研、北海道水研。

## 所在地
| 札幌庁舎 | 北海道札幌市豊平区中の島2条2丁目4番1号 | 本所、さけます資源研究部、さけます生産技術部。 |
| 釧路庁舎 | 北海道釧路市桂恋116                    | 資源管理部、生産環境部。                       |

他に12のさけます事業場（徳志別、斜里、伊茶仁、根室、虹別、鶴居、十勝、静内、八雲、尻別、千歳、天塩）がある。

## 研究組織
以下の4部構成となっている。
さけます資源研究部
さけます類の研究
さけます生産技術部
さけます類の個体群維持のためのふ化放流
生産環境部
海洋環境と漁業資源の変動・育成についての研究
資源管理部
漁業資源の評価管理と生態系についての研究

## 広報施設
千歳さけます事業所に「千歳さけますの森　さけます情報館」が併設されており、孵化放流の歴史や仕組みなどの展示がある。
- 住所: 北海道千歳市蘭越9番 千歳さけます事業所内
- 電話: 0123-23-2804
- 開館時間: 10:00 - 16:00
- 休館日: 火曜日（祝日の場合は開館）、年末年始
- 入館料: 無料

## 沿革
- 1888年: 官営千歳鮭鱒人工孵化場を千歳郡烏柵舞村に設置（現在の千歳市蘭越・千歳さけます事業場）。
- 1897年: 北海道庁令により高島郡高島村（現小樽市）の弁天島に水産調査所を設置。
- 1901年: 北海道地方費により北海道水産試験場創設、高島村に本場を開設し、千歳鮭鱒人工孵化場を千歳分場として継承。
- 1907年: 西別川の人工孵化場を西別分場として継承（現・虹別さけます事業場）。
- 1910年: 国費に移管し、水産調査所を統合。室蘭、釧路、稚内に駐在所を設置。
- 1916年: 根室に駐在所を設置。
- 1917年: 駐在所を支場に改め、千歳、西別、釧路、室蘭、根室、宗谷の6支場となる。
- 1925年: 釧路支場を廃止。
- 1927年: 千歳と西別の支場を千歳鮭鱒孵化場（以下、孵化場）として独立させる。
- 1928年: 函館支場を設置。
- 1931年: 本場を余市町浜中町へ移転。宗谷支場を稚内支場に改称。
- 1932年: 室蘭支場を廃止。
- 1934年: 千歳鮭鱒孵化場を北海道鮭鱒孵化場と改称し4支場（虹別（旧西別）、北見、国後、択捉）を設置。
- 1936年: 孵化場を札幌郡豊平町（現・札幌庁舎）に移転し、千歳には支場を設置。
- 1937年: 孵化場に渡島支場を設置。
- 1941年: 北海道鮭鱒孵化場を北海道水産孵化場と改称。
- 1942年: 孵化場に十勝支場を設置。
- 1948年: 孵化場に天塩支場を設置
- 1950年: 北海道水産試験場を水産庁北海道区水産研究所と北海道立水産試験場とに分離併置とする。函館、稚内、網走、釧路の4支所があった。
- 1952年: 北海道水産孵化場を水産庁北海道さけ・ますふ化場と北海道立水産孵化場とに分離併置とする。北見・根室（旧虹別）・十勝・天塩・千歳・渡島の6支場があった。
- 1964年: 稚内、網走、釧路の3支所を廃止。
- 1966年: 函館支所を廃止。
- 1977年: 庁舎を釧路に移転し、余市町には分室を設置。
- 1988年: 余市分室を廃止。
- 1997年: 北海道さけ・ますふ化場をさけ・ます資源管理センターへ改組。
- 2001年: さけ・ます資源管理センターは単独で独立行政法人化。北海道区水産研究所は独立行政法人水産総合研究センターに統合される。
- 2006年: 厚岸栽培漁業センターを統合。
- 2011年: さけ・ます資源管理センターを統合し、札幌を本所とする。
- 2016年: 独立行政法人水産総合研究センターが水産大学校を統合し、国立研究開発法人水産研究・教育機構となる。
- 2020年：厚岸庁舎（旧栽培漁業センター）閉庁。水研機構の研究所改組により、札幌庁舎は水産技術研究所に、釧路庁舎は水産資源研究所のそれぞれ一拠点となる。